# Jbel Kissane
Der zum Antiatlas gehörende Berggipfel des Jbel Kissane (arabisch جبل كيسان) bei der Kleinstadt Agdz in der Provinz Zagora in der Region Drâa-Tafilalet ist mit seinen etwa 1485 Metern (nach anderen Angaben 1531 Meter) Höhe einer der höchsten und markantesten Erhebungen Südmarokkos. Er bildet die höchste Spitze eines etwa 14 Kilometer langen und weitgehend vegetationslosen Bergzugs.

## Lage
Der markante Jbel Kissane überragt die etwa 10 Kilometer (Luftlinie) westlich gelegene Stadt Agdz und das Draa-Tal um etwa 500 Meter. Eine Besteigung des von Steingeröll übersäten Berges ist vom Berberort Tamnougalt, aber auch von anderen mit dem PKW erreichbaren Dörfern in der Umgebung aus binnen 2 oder 3 Stunden möglich (Trinkwasser mitnehmen!).

## Sehenswürdigkeiten
An der Südflanke des Berges befindet sich die im frühen 20. Jahrhundert im Auftrag des von Telouet aus herrschenden Glaoui-Clan aus Stampflehm erbaute Festung (kasbah) Taourirt.